# Dänisch-polnische Beziehungen
Dänisch-polnische Beziehungen sind die außenpolitischen Beziehungen zwischen Dänemark und Polen. Beide Staaten verbindet eine gemeinsame Geschichte und eine gemeinsame Seegrenze in der Ostsee.
Die Beziehungen beider Länder gehen bis auf das 10. Jahrhundert zurück, als Mieszko I. seine Tochter Sigrid die Stolze Erik Segersäll zur Frau gab. Deren Sohn Knut der Große König von Dänemark wurde. Im Frühmittelalter rivalisierten beide Staaten um Pommern und die südliche Ostseeküste. Dänemark fiel mehrmals auf Wolin ein. Während der Kriege Polen-Litauens mit dem Deutschen Orden im 15. Jahrhundert unterstützte Dänemark in der Regel den Ordensstaat. Es kam jedoch kaum zu Gefechten zwischen Polen Litauen oder dem Preußischen Bund und Dänemark. 1458 wurde ein Waffenstillstand vereinbart. Der aus Pommern stammende dänische König Erik von Pommern ist in Darłowo beigesetzt. Im Mittelalter und der frühen Neuzeit hatten pommersche Küstenstädte wie Danzig und Elbing innerhalb der Hanse regen Handelsaustausch mit Bergen in Norwegen, das damals zu Dänemark gehörte. Polen bzw. Polen-Litauen exportierten Getreide und Felle/Häute nach Norwegen und importierte von dort getrockneten Fisch. Dänemark selbst war der Hanse nicht wohlgesonnen, erhob zudem Zöller im Sund von Kaufleuten aus Danzig und anderen polnischen Hafenstädten. In den Nordischen Kriegen des 16. und 17. Jahrhunderts unterstützte Polen-Litauen in der Regel Dänemark-Norwegen gegen Schweden. 1674 kandidierte Georg von Dänemark auf den polnisch-litauischen Königsthron. Der dänische Bildhauer Bertel Thorvaldsen war in den 1820er Jahren in Warschau und Krakau tätig. Im 19. Jahrhundert unterstützten die liberal eingestellten Dänen den Novemberaufstand und den Januaraufstand in Kongresspolen. Viele polnische Aufständische emigrierten im 19. Jahrhundert nach Dänemark. Bereits 1919 erkannte Dänemark die polnische Unabhängigkeit an und diplomatische Beziehungen wurden zwischen beiden Ländern aufgenommen. Polnische Diplomaten im Dritten Deutschen Reich wurden bei Kriegsausbruch nach Dänemark evakuiert. Dänemark beendete die Zusammenarbeit mit der Polnischen Exilregierung in London bereits im Juli 1945 und erkannte die kommunistische Regierung in Warschau an. 1946 wurde ein polnischer Botschafter nach Kopenhagen entsandt. Nach dem Beitritt Polens zur EU und dem EWR emigrierten viele Polen nach Dänemark. 2018 legten beide Staaten einen Streit um Seengebiete zwischen Pommern und Bornholm bei, um die Baltic Pipe zwischen beiden Ländern bauen zu können.
Zur polnischen Minderheit in Norwegen bekennen sich ca. 40.000 Personen über das ganze Land verteilt, zur dänischen Minderheit in Polen mehrere hundert.
Polen besitzt eine Botschaft in Kopenhagen. Dänemark hat eine Botschaft in Warschau und ein Honorarkonsulat in Krakau.